# Acetat de amil
Acetatul de amil este un ester al acidului acetic cu formula CH3-COO-C5H11. Se obține prin esterificarea acidului acetic cu alcool amilic. Ca aspect este un lichid de culoare gălbuie, inflamabil, cu miros plăcut, insolubil în apă, solubil în solvenți organici. Este utilizat ca solvent la fabricarea lacurilor, a parfumurilor și a unor băuturi spirtoase. Se mai numește esență de pere sau esență de banane datorită mirosului corespunzător ce-l emană.